# Con Air
Con Air és una pel·lícula estatunidenca d'acció del 1997 protagonitzada per Nicolas Cage, John Cusack i John Malkovich. Va ser escrita per Scott Rosenberg, produïda per Jerry Bruckheimer i dirigida per Simon West. La pel·lícula té com a escenari un avió que transporta presoners. Va ser nominada en dues categories per als Oscars per millor cançó i millor so.

## Argument
En Cameron Poe (Nicolas Cage), un honorable militar que acabava de tornar de fer el servei per al seu país, torna amb la seva dona, una cambrera. Després d'un problema amb tres delinqüents, en què intenta defensar-se i defensar la seva dona, acaba matant un dels homes. En Cameron és declarat culpable i rep una sentència de set a deu anys. És empresonat abans del naixement de la seva filla.
Poe es manté en contacte amb la seva filla durant el termini de la seva sentència. Durant aquest període en presó, gràcies al seu sentit de l'honor i personalitat, es fa amic d'un altre presoner, en Mike "Baby-O" O'Dell.
Al final de la sentència, Poe és traslladat en un vol juntament amb molts criminals serials d'extrem perill com en Garland Greene (Steve Buscemi) i "Johnny 23" (Danny Trejo). Els criminals són traslladats a una presó de màxima seguretat, mentre que Poe es dirigeix a trobar-se amb la seva dona i filla. Però no tot acaba com tothom s'esperava, els guàrdies de l'avió són vençuts i s'intenta una fugida encapçalada i organitzada per en Cyrus "The Virus" Grissom (John Malkovich). Tot això és advertit per l'oficial Marshal Vince Larkin (John Cusack), qui intentarà ajudar.

## Repartiment
- Nicolas Cage: Cameron Poe
- John Cusack: U.S. Marshall Vince Larkin
- John Malkovich: Cyrus Grissom
- Ving Rhames: Nathan Jones
- Danny Trejo: Johnny Baca
- Mykelti Williamson: Mike O'Dell
- Rachel Ticotin: Guardia Sally Bishop
- Colm Meaney: Agent DEA Duncan Malloy
- Dave Chappelle: Joe Parker
- Nick Chinlund: William Bedford
- Steve Buscemi: Garland Greene
- Monica Potter: Tricia Poe
- M. C. Gainey: "Swamp Thing" Williams
- Jesse Borrego: Francisco Cindino
- Renoly Santiago: Ramon Martinez
- Brendan Kelly: Conrad
- John Marshall Jones: "Gator"
- Steve Eastin: Guard Falzon